# L'Immoraliste (pièce de théâtre)
Pour les articles homonymes, voir L'Immoraliste.
L'Immoraliste est une pièce de théâtre de 1954 écrite par Augustus et Ruth Goetz. Il s'agit d'une adaptation du roman d'André Gide. La mise en scène originale était composée de Geraldine Page, Louis Jourdan et James Dean

## Synopsis
Un archéologue homosexuel se marie en espérant que cela puisse réfréner ses pulsions sexuelles. Dans l'incapacité de consommer le mariage, il s'engage avec sa femme dans une longue lune de miel, de la Normandie à l'Algérie, afin de développer un début de relation amoureuse. Le mari tombe amoureux de leur jeune majordome arabe, ce qui lui permet de coucher avec sa femme, qui tombe enceinte.

## Contexte de création
La pièce est produite par Billy Rose, un impresario déjà à l'origine de plusieurs succès à Broadway. Il déclare sa volonté de produire une adaptation du roman controversé de Gide dès 1953. L'adaptation est menée par Augustus et Ruth Goetz. La mise en scène originale est de Herman Shumlin.
Louis Jourdan et Geraldine Page avaient des approches très différentes du métier d'acteur, ce qui a compliqué les répétitions. James Dean était également assez peu fiable. Au début des représentations tests, le producteur Billy Rose remplace Schumlin par Daniel Mann ; celui-ci impose un rythme de travail bien plus soutenu, Jourdan perd 7 kg en quelques semaines. Rose souhaitait aussi se débarrasser de Dean qui ne garda sa place qu'en raison de l'insistance de Page.
La pièce démarra le 11 janvier 1954 au Forrest Theater  , 1114 Walnut Street de Philadelphie, en public pour une période d'essai de trois semaines .
Hal Hackady, scénariste et ami de Dean, explique que l'acteur « n'était pas très satisfait de joueur le jeune Arabe. Il n'aimait pas l'histoire. Je crois aussi qu'il n'aimait pas jouer un homosexuel à Broadway. Il était mal à l'aise. »
Elia Kazan a pu assister à une représentation test la veille de la première au Royale Theatre  de New York  et propose un rôle à Dean pour son film À l'est d'Éden. Dean décide de quitter la production à l'issue de la première, mais à la demande de son producteur, Dean joue les deux premières semaines purgeant ainsi le préavis qu'exige son contrat. Il est remplacé par Phillip Pine. La pièce a été jouée à 96 reprises.